# Операція «Аксе»
Операція «Аксе» (нім. Fall Achse, дос. «Справа Ось»), спочатку називався Операція Аларіх (Unternehmen Alarich)) — військова операція німецьких військ восени 1943 року з метою окупації території Італії і роззброєння італійських військ.
Після арешту Беніто Муссоліні був відданий наказ про проведення операції починаючи з 9 вересня 1943 року, для чого в Італію було введено 7 дивізій з окупованих території Франції і ще 1 дивізія з Німеччини через гірські проходи Альп.